# Тео Маньїн
Тео Маньїн (фр. Théo Magnin, нар. 9 серпня 2003, Женева) — швейцарський футболіст, захисник клубу «Серветт» і юнацької збірної Швейцарії.
Володар Кубка Швейцарії. 

## Клубна кар'єра
Народився 9 серпня 2003 року в Женеві. Вихованець юнацьких команд «Етуаль Ляконнес» та «Серветт».
З 2021 року почав виступати за молодіжну команду останнього клубу, де був основним гравцем захисту. Вже наступного 2022 року був переведений до основної команди  «Серветт». 2024 року допоміг їй здобути Кубок Швейцарії.

## Виступи за збірні
2017 року дебютував у складі юнацької збірної Швейцарії (U-15), загалом на юнацькому рівні ха команди різних вікових категорій взяв участь у 20 іграх.

## Титули і досягнення
- Володар Кубка Швейцарії (1):

«Серветт»: 2023-2024